# Setge de Dara (573)
El setge de Dara va ser realitzar pel rei sassànida Còsroes I l'any 573 durant la guerra romano-sassànida del 572–591 . La ciutat fortificada va caure al cap de 4 mesos.
Els sassànides van tallar un turó per desviar el subministrament d'aigua de la ciutat, i van utilitzar trabuquets romans capturades després del fracassat setge romà de Nisibis (573).
La notícia de la caiguda de Dara, durant molt de temps un important bastió romà a l'Alta Mesopotàmia, va fer embogir l'emperador Justí II. Vararanes Chobin va ser el comandant de la força de cavalleria durant el setge i va ser ascendit a l'Ishpabadh del Nord després d'aquesta victòria.